# Knob Creek

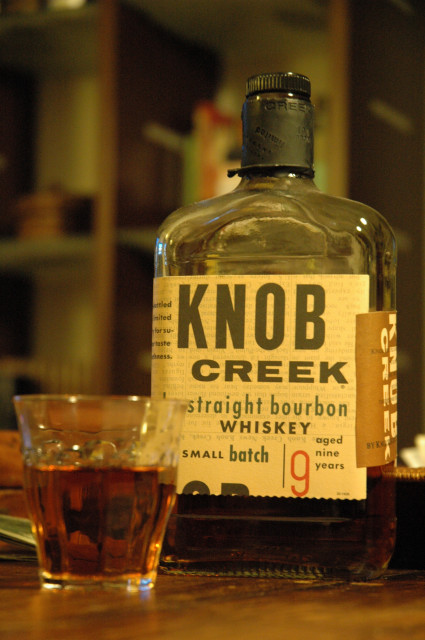
Butelka Knob Creek

Knob Creek – whiskey typu burbon, produkowana przez destylarnię Jim Beam w Clermont w stanie Kentucky. Jest bourbonem produkowanym w krótkich seriach, podobnie jak wytwarzane przez tego samego producenta Booker’s, Baker’s i Basil Hayden’s.
Knob Creek jest leżakowana przez 9 lat w dębowych beczkach i butelkowana w stężeniu 50% alkoholu (typowa whisky ma 40%). Butelki są korkowane i zabezpieczane woskiem.